# Lam Guron
Lam Guron is een bestuurslaag in het regentschap Aceh Besar van de provincie Atjeh, Indonesië. Lam Guron telt 119 inwoners (volkstelling 2010).